# Icke-newtonsk fluid

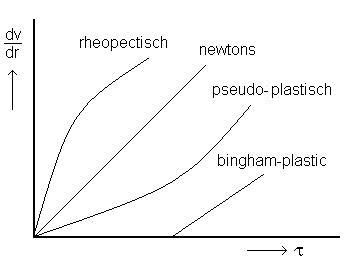
Olika möjliga samband mellan skjuvspänning τ och hastighetsgradienten dv/dr; "Bingham-plastic" handlar om fasta ämnen med en skjuvmodul som börjar flyta vid en viss spänning.

En icke-newtonsk vätska är en vätska vars viskositet är beroende av flödeshastigheten. En del icke-newtonska vätskor tjocknar vid omrörning, såsom suspensioner av stärkelse och vatten, medan andra blir tunnare vid omrörning, exempelvis ketchup (ketchupeffekt) och målarfärg. Ett vanligt experiment för att demonstrera icke-newtonska vätskor är att blanda potatismjöl med ungefär hälften så mycket vatten, och sedan rulla den flytande vätskan till en boll. När bollen slutar rullas blir den direkt till en flytande vätska igen.
Vissa icke-newtonska vätskors viskositet är även tidsberoende. De vilkas viskositet ökar med tiden kallas tixotropa, exempelvis yoghurt och tixotropa målarfärger. Motsatsen, rheopektisk, där viskositeten minskar med tiden är sällsynt.

## Oobleck
Oobleck är ett exempel på en dilatant vätska (icke-newtonsk fluid) och består av 1 del vatten och 1,5-2 delar majsstärkelse. När Oobleck skärs, knådas med händerna, eller utsätts för kraftiga stötar beter den sig som en böjbar fast massa, men när den tillåts vila blir den en trögflytande vätska. Oobleck kan även användas för att göra brandfarliga geléer.